# Christoph Preuß
Christoph Preuß (Gießen, 4 luglio 1981) è un ex calciatore tedesco, di ruolo centrocampista nell'Eintracht Francoforte.

## Caratteristiche tecniche
Nel 2001 è stato inserito nella lista dei migliori calciatori stilata da Don Balón.